# Feuquières-en-Vimeu
Feuquières-en-Vimeu is een gemeente in het Franse departement Somme (regio Hauts-de-France) en telt 2445 inwoners (2005). De plaats maakt deel uit van het arrondissement Abbeville. In de gemeente liggen de spoorwegstations Feuquerolles en Feuquières - Fressenneville.

## Geografie
De oppervlakte van Feuquières-en-Vimeu bedraagt 8,0 km², de bevolkingsdichtheid is 305,6 inwoners per km².
De onderstaande kaart toont de ligging van Feuquières-en-Vimeu met de belangrijkste infrastructuur en aangrenzende gemeenten.

## Demografie
Onderstaande figuur toont het verloop van het inwonertal (bron: INSEE-tellingen).